# Larry Storch
Lawrence Samuel "Larry" Storch (8 tháng 1 năm 1923 – 8 tháng 7 năm 2022) là một giáo viên dạy thể dục thẩm mỹ, diễn viên và diễn viên tấu hài người Mỹ.
Larry Storch qua đời tại nhà riêng ở Upper West Side của Manhattan vào ngày 8 tháng 7 năm 2022 ở tuổi 99. Hãng thông tấn Associated Press đưa tin ông qua đời vì nguyên nhân tự nhiên. Tờ The Washington Post đưa tin rằng ông qua đơi vì các biến chứng của bệnh Alzheimer.

## Tiểu sử
Storch có tên khai sinh là Lawrence Samuel Storch, sinh tại Thành phố New York, New York ngày 8 tháng 1 năm 1923.